# المحقق كونان: المحقق المتقلص
الحلقة الأولى: المحقق العظيم الذي تقلص (باليابانية: エピソード"ONE" 小さくなった名探偵، بالروماجي: Episōdo"Wan" Chīsakunatta Meitantei) هي إحدى الإصدارات الخاصة لأنمي المحقق كونان، بُثّت الحلقة في 9 ديسمبر 2016 على قناة يوميأوري لمدة ساعتين وذلك بمناسبة الذكرى الـ20 لانطلاق الأنمي. الحلقة الخاصة هذه هي إعادة إنتاج للحلقة الأولى والقسم الأول من الحلقة الثانية وتسرد الأحداث منذ الليلة التي سبقت ليلة تقلص شينتشي كودو مع إرجاع بعض الأحداث التي تم تحريفها بالأنمي إلى ما كانت عليه في المانغا، ومع إضافة أحداث أخرى جانبية.
أُخذ عنوان الحلقة الخاصة «المحقق المتقلص 小さくなった名探偵» من عنوان الفصل الثاني للمانغا.

## القصة
يقوم المحقق سينشي كودو بالذهاب مع صديقته ران الى حديقة الالعاب وهناك يرى رجالي مشبوهين يقومون بصفقة غريبة فلا ينتبه للرجل القادم من خلفه الذي يقوم بضربه واعطاءه عقار مجهول مما يسبب تقلص حجم جسده

## طاقم العمل
- العمل الأصلي
  - غوشو أوياما
- الإنتاج
  - شينيا كويشيكاوا
  - ماساكازو كوبو
  - تاداشي تاكيزاكي
- سيناريو
  - ياسويتشيرو ياماموتو
  - هيروشي كاشيوابارا
- مصمم الشخصيات - الإشراف التام على الرسم
  - ماساتومو سودو
- الإشراف الفني
  - شونيتشيرو يوشيهارا
- تصميم الألوان
  - فوساكو ناكاو
- مدير التصوير
  - سابورو ياماموتو
- مدير الـCG
  - ماو أويكي
- الإشراف الصوتي
  - ياسويوكي أوراكامي
  - كيكو أوراكامي
- المؤثرات الصوتية
  - ماساكازو يوكوياما
  - أكي يوكوياما
- الموسيقى
  - كاتسو أونو
- تصميم شعار العنوان
  - Bay Bridge Studio

## أغاني الحلقة الخاصة

### شارة البداية
استخدمت الحلقة الخاصة أغنية الافتتاحية الأولى للأنمي:
- اسم الأغنية: "胸がドキドキ" «قلبي ينبض بقوة»
- غناء: ↑THE HIGH-LOWS↓
- الكلمات/الألحان: هيروتو كوموتو، ماساتوشي ماشيما
- تعديل: ↑THE HIGH-LOWS↓

```
（USM JAPAN）
```

### في تروبيكال لاند
استخدمت الحلقة الخاصة الافتتاحية الرابعة للأنمي:
- اسم الأغنية: "運命のルーレット廻して" «روليت القدر يدور»
- غناء: ZARD
- الكلمات: إيزومي ساكاي
- الألحان: سييتشيرو كوريباياشي
- تعديل: دايسوكي إكيدا

```
（B-Gram RECORDS）
```